# Cosmonotus mclaughlinae
Cosmonotus mclaughlinae is een krabbensoort uit de familie van de Raninidae. De wetenschappelijke naam van de soort is voor het eerst geldig gepubliceerd in 2006 door Tavares.